# Блумберг-Тауэр
Блу́мберг-Та́уэр (англ. Bloomberg Tower) — один из самых высоких жилых небоскрёбов Нью-Йорка.

## Расположение
Здание расположено в центре Манхеттена по адресу 731 Lexington Avenue/151 East 58th Street, New York, NY 10022 и занимает квартал между Лексингтон-авеню и Третьей авеню и между Восточными 58-й и 59-й улицами. Около здания расположен выход со станции «59-я улица» 4, 5 и 6-го маршрутов  линии метро, открытой в 1918 году.
Этот участок был в 1963 году приобретён торговой компанией «Александерс» (Alexander’s), которая в 1965 году открыла на этом месте пятиэтажный универмаг, построенный по проекту фирмы «Emery Roth & Sons».
Напротив было расположено главное здание сети универмагов «Блюминдейлc» (Bloomingdale’s), с которой «Александерс» пыталась конкурировать, но неудачно: в 1992 году компания обанкротилась, и магазины были закрыты. В 1999 году пустующее здание было снесено.
Однако после реорганизации «Александерс» превратилась в агентство недвижимости под контролем «Ворнадо риэлти траст» (Vornado Realty Trust), другой крупной компании в области недвижимости. Одним из их проектов и стало строительство небоскрёба на Лексингтон-авеню. «Ворнадо» стала девелопером проекта.

## Проектирование и строительство
Проект был разработан архитектурным бюро «Сесар Пелли» (англ. Cesar Pelli & Associates), интерьеры — фирмой «Стьюдиоус Аркитекчур энд Пентэгрэм» (англ. Studios Architecture and Pentagram). Расчеты и конструирование выполнены известной фирмой Торнтон Томазетти (англ. Thornton Tomasetti).
Внешне довольно монотонные фасады башни разделены тонкими горизонтальными поясами и имеют два уступа по высоте, на которых расположены открытые площадки.
В целом здание хорошо дополняет ряд новых крупных небоскрёбов центральной части города, таких, как Тайм-Уорнер-Центр, Ситигруп-центр, Колумбус-Серкл и др.
Высота здания составляет 264,5 м. Стилобатная часть занимает до 10 этажей, башня — 55 этажей. Здание имеет вторую часть, значительно меньшую по высоте. Между ними расположен овальный в плане атриум со стеклянной крышей, в котором оставлен проезд для автомашин и проход для пешеходов.
Несущий каркас здания выполнен металлическим, с железобетонными перекрытиями, покрыт голубоватым стеклом. Здание было построено в 2001—2005 годах. Стоимость проекта составила 630 млн долл. США, из которых 490 млн составил кредит ипотечного банка «Hypo Vereinsbank».
В 2025 году это 44-е по высоте здание в Нью-Йорке, и 90-е в США. Несколько зданий были снесены, чтобы проложить путь к Блумберг-Тауэр (самое высокое из них было Барклай-Гарретт Билдинг).

## Эксплуатация здания
Общая площадь здания около 130 тыс. м². В нижних трёх этажах стилобатной части расположены около 15 тыс. м² торговых площадей, остальная часть занята офисами (более 83 тыс. м²). Верхние этажи (с 30-го по 54-й) — жилые, их занимают 105 элитных квартир кондоминиума «One Beacon Court». Стоимость квартир в 2002 году оценивалась в 16 тыс. долларов за 1 м².
Здание принадлежит корпорации Александерс (Alexander’s, Inc), 33 % которой принадлежат (Ворнадо Реалти Траст). В офисной части располагается штаб-квартира информационной компании Bloomberg L.P. — около 65 тыс. м². Согласно контракту, компания платит за аренду более 500$ за м² в год.
В торговой части со стороны Лексингтон-авеню расположены магазин Хоум Депо (англ. Home Depot, вход с Третьей авеню), обувной магазин «Geox», H&M, Сваровски и Контейнер Стор (англ. Container Store).
На первом этаже расположен большой ресторан «Цирк» (фр. Le Cirque) со стеклянными стенами, в центре атриума — кофейня Старбакс. На углу Третьей авеню расположен офис Bank of America.